# Zmeura de Aur pentru cel mai prost film
Zmeura de Aur pentru cel mai prost film (Razzie Award for Worst Picture) este acordat anual pentru cel mai prost film. În continuare este prezentată o listă a nominalizărilor și a filmelor care au câștigat acest premiu, inclusiv companiile de producție și distribuție a filmelor. 

## Premii și nominalizări

### Anii 1980
- 1980: Can't Stop the Music - AFD - Allan Carr
  - Cruising - Lorimar / UA - Jerry Weintraub
  - The Formula - MGM / UA - Steve Shagan
  - Friday the 13th - Paramount - Sean S. Cunningham
  - The Jazz Singer - AFD - Jerry Leider
  - The Nude Bomb - Universal - Jennings Lang
  - Raise the Titanic! - AFD - William Frye
  - Saturn 3 - AFD - Stanley Donen
  - Windows - United Artists - Mike Lobell
  - Xanadu - Universal - Lawrence Gordon

- 1981: Mommie Dearest - Paramount - Frank Yablans
  - Endless Love - Universal / PolyGram - Dyson Lovell
  - Heaven's Gate - United Artists - Joann Carelli
  - The Legend of the Lone Ranger - Universal / AFD - Walter Coblenz
  - Tarzan, the Ape Man - MGM / UA - John Derek

- 1982: Inchon - MGM - Mitsuharu Ishi
  - Annie - Columbia - Ray Stark
  - Butterfly - Analysis - Matt Cimber
  - Megaforce - 20th Century Fox - Albert S. Ruddy
  - The Pirate Movie - 20th Century Fox - David Joseph

- 1983: The Lonely Lady - Universal - Robert R. Weston
  - Hercules - MGM / UA / Cannon - Golan-Globus
  - Jaws 3-D - Universal - Rupert Hitzig
  - Stroker Ace - Warner Bros. / Universal - Hank Moonjean
  - Two of a Kind - 20th Century Fox - Roger M. Rothstein / Joe Wizan

- 1984: Bolero - Cannon - Bo Derek
  - Cannonball Run II - Warner Bros. - Albert S. Ruddy
  - Rhinestone - 20th Century Fox - Marvin Worth / Howard Smith
  - Sheena - Columbia - Paul Aratow
  - Where the Boys Are '84 - TriStar - Allan Carr

- 1985: Rambo: First Blood Part II - TriStar / Carolco - Buzz Feitshans
  - Fever Pitch - MGM / UA - Freddie Fields
  - Revolution - Warner Bros. - Irwin Winkler
  - Rocky IV - MGM / UA - Irwin Winkler / Robert Chartoff
  - Year of the Dragon - MGM / UA - Dino De Laurentiis

- 1986: Howard the Duck - Universal - Gloria Katz (tie)
- 1986: Under the Cherry Moon - Warner Bros. - Bob Cavallo / Joe Ruffalo / Steve Fargnoli (tie)
  - Blue City - Paramount - William L. Hayward / Walter Hill
  - Cobra - Warner Bros. / Cannon - Golan-Globus
  - Shanghai Surprise - MGM - John Kohn

- 1987: Leonard Part 6 - Columbia - Bill Cosby
  - Ishtar - Columbia - Warren Beatty
  - Jaws: The Revenge - Universal - Joseph Sargent
  - Tough Guys Don't Dance - Cannon - Golan-Globus
  - Who's That Girl - Warner Bros. - Rosilyn Heller / Bernard Williams

- 1988: Cocktail - Touchstone - Ted Field / Robert W. Cort
  - Caddyshack II - Warner Bros. - Neil Canton / Jon Peters / Peter Guber
  - Hot to Trot - Warner Bros. - Steve Tisch
  - Mac and Me - Orion - R. J. Louis
  - Rambo III - TriStar - Buzz Feitshans

- 1989: Star Trek V: The Final Frontier - Paramount - Harve Bennett
  - The Karate Kid, Part III - Columbia - Jerry Weintraub
  - Lock Up - TriStar / Carolco - Charles Gordon / Lawrence Gordon
  - Road House - UA - Joel Silver
  - Speed Zone! - Orion - Murray Shostack

### Anii 1990
- 1990: The Adventures of Ford Fairlane - 20th Century Fox - Steven Perry / Joel Silver (tie)
- 1990: Ghosts Can't Do It - Triumph - Bo Derek (tie)
  - The Bonfire of the Vanities - Warner Bros. - Brian De Palma
  - Graffiti Bridge - Warner Bros. - Randy Phillips / Craig Rice
  - Rocky V - UA - Robert Chartoff / Irwin Winkler

- 1991: Hudson Hawk - TriStar - Joel Silver
  - Cool as Ice - Universal - Carolyn Pfeiffer / Lionel Wingram
  - Dice Rules - Seven Arts - Loucas George
  - Nothing But Trouble - Warner Bros. - Lester Berman / Robert K. Weiss
  - Return to the Blue Lagoon - Columbia - William A. Graham

- 1992: Shining Through - 20th Century Fox - Carol Baum / Howard Rosenman
  - The Bodyguard - Warner Bros. - Kevin Costner / Lawrence Kasdan / Jim Wilson
  - Christopher Columbus: The Discovery - Warner Bros. - Alexander Salkind / Ilya Salkind
  - Final Analysis - Warner Bros. - Paul Junger Witt / Charles Roven / Tony Thomas
  - Newsies - Disney - Michael Finnell

- 1993: Indecent Proposal - Paramount - Sherry Lansing
  - Body of Evidence - MGM / UA - Dino De Laurentiis
  - Cliffhanger - TriStar / Carolco - Renny Harlin / Alan Marshall
  - Last Action Hero - Columbia - John McTiernan / Stephen J. Roth
  - Sliver - Paramount - Robert Evans

- 1994: Color of Night - Hollywood - Buzz Feitshans / David Matalon
  - North - Columbia / Castle Rock - Rob Reiner / Alan Zweibel
  - On Deadly Ground - Warner Bros. - A. Kitman Ho / Julius R. Nasso / Steven Seagal
  - The Specialist - Warner Bros. - Jerry Weintraub
  - Wyatt Earp - Warner Bros. - Kevin Costner / Lawrence Kasdan / Jim Wilson

- 1995: Showgirls - MGM / UA - Charles Evans / Alan Marshall
  - Congo - Paramount - Kathleen Kennedy / Sam Mercer
  - It's Pat - Touchstone - Charles B. Wessler
  - The Scarlet Letter - Hollywood - Roland Joffé / Andrew G. Vajna
  - Waterworld - Universal - Kevin Costner / John Davis / Charles Gordon / Lawrence Gordon

- 1996: Striptease - Columbia / Castle Rock - Andrew Bergman / Mike Lobell
  - Barb Wire - PolyGram / Gramercy - Todd Moyer / Mike Richardson / Brad Wyman
  - Ed - Universal - Rosalie Swedlin
  - The Island of Dr. Moreau - New Line Cinema - Edward R. Pressman
  - The Stupids - New Line Cinema / Savoy - Leslie Belzberg

- 1997: The Postman - Warner Bros. - Kevin Costner / Steve Tisch / Jim Wilson
  - Anaconda - Columbia - Verna Harrah / Carole Little / Leonard Rabinowitz
  - Batman & Robin - Warner Bros. - Peter MacGregor-Scott
  - Fire Down Below - Warner Bros. - Julius R. Nasso / Steven Seagal
  - Speed 2: Cruise Control - 20th Century Fox - Jan de Bont / Steve Perry / Michael Peyser

- 1998: An Alan Smithee Film: Burn Hollywood Burn - Hollywood - Ben Myron / Joe Eszterhas
  - Armageddon - Touchstone - Michael Bay / Jerry Bruckheimer
  - The Avengers - Warner Bros. - Jerry Weintraub
  - Godzilla - TriStar - Roland Emmerich / Dean Devlin
  - Spiceworld - Columbia - Uri Fruchtan / Mark L. Rosen / Barnaby Thompson

- 1999: Wild Wild West - Warner Bros. - Jon Peters / Barry Sonnenfeld
  - Big Daddy - Columbia - Sidney Ganis / Jack Giarraputo
  - The Blair Witch Project - Artisan - Robin Cowie / Gregg Hale
  - The Haunting - DreamWorks - Susan Arthur / Donna Roth / Colin Wilson
  - Star Wars Episode I: The Phantom Menace - 20th Century Fox - Rick McCallum / George Lucas

### Anii 2000
- 2000: Battlefield Earth - Warner Bros. / Franchise - Jonathan D. Krane / Elie Samaha / John Travolta
  - Book of Shadows: Blair Witch 2 - Artisan - Bill Carraro
  - The Flintstones in Viva Rock Vegas - Universal - Bruce Cohen
  - Little Nicky - New Line - Jack Giarraputo / Robert Simonds
  - The Next Best Thing - Paramount - Leslie Dixon / Linne Radmin / Tom Rosenberg

- 2001: Freddy Got Fingered - 20th Century Fox - Larry Brezner / Howard Lapides / Lauren Lloyd
  - 3000 Miles to Graceland - Warner Bros. / Franchise - Demian Lichtenstein / Eric Manes / Elie Samaha / Richard Spero / Andrew Stevens
  - Driven - Warner Bros. / Franchise - Renny Harlin / Elie Samaha / Sylvester Stallone
  - Glitter - 20th Century Fox / Columbia - Laurence Mark / E. Bennett Walsh
  - Pearl Harbor - Touchstone - Michael Bay / Jerry Bruckheimer

- 2002: Swept Away - Screen Gems - Matthew Vaughn
  - The Adventures of Pluto Nash - Warner Bros. - Martin Bregman / Michael Scott Bregman / Louis A. Stroller
  - Crossroads - Paramount - Ann Carli
  - Pinocchio - Miramax - Gianluigi Braschi / Nicoletta Braschi / Elda Ferri
  - Star Wars Episode II: Attack of the Clones - 20th Century Fox - Rick McCallum / George Lucas

- 2003: Gigli - Columbia / Revolution - Martin Brest / Casey Silver
  - The Cat in the Hat - Universal / DreamWorks - Brian Grazer
  - Charlie's Angels: Full Throttle - Columbia - Drew Barrymore / Leonard Goldberg / Nancy Juvonen
  - From Justin to Kelly - 20th Century Fox - John Steven Agoglia
  - The Real Cancun - New Line - Mary-Ellis Bunim / Jonathan Murray / Jamie Schutz / Rick de Oliveira

- 2004: Catwoman - Warner Bros. - Denise Di Novi / Edward McDonnell
  - Alexander - Warner Bros. - Moritz Borman / Jon Kilik / Thomas Schuhly / Iain Smith
  - SuperBabies: Baby Geniuses 2 - Triumph - Steven Paul
  - Surviving Christmas - DreamWorks - Betty Thomas / Jenno Topping
  - White Chicks - Columbia / Revolution - Rick Alvarez / Lee R. Mayes / Keenen Ivory Wayans / Marlon Wayans / Shawn Wayans

- 2005: Dirty Love - First Look Pictures - John Mallory Asher / BJ Davis / Rod Hamilton / Kimberley Kates / Michael Manasseri / Jenny McCarthy / Trent Walford
  - Deuce Bigalow: European Gigolo - Columbia - Adam Sandler / Rob Schneider
  - The Dukes of Hazzard - Warner Bros. / Village Roadshow - Bill Gerber
  - House of Wax - Warner Bros. / Village Roadshow - Susan Levin / Joel Silver / Robert Zemeckis
  - Son of the Mask - New Line Cinema - Erica Huggins / Scott Kroopf

- 2006: Basic Instinct 2 - Columbia - Mario Kassar / Joel B. Michaels / Andrew G. Vajna
  - BloodRayne - Romar Entertainment - Uwe Boll / Dan Clarke / Wolfgang Herrold
  - Lady in the Water - Warner Bros. - Sam Mercer / Jose L. Rodriguez / M. Night Shyamalan
  - Little Man - Columbia / Revolution - Rick Alvares / Lee Mays / Marlon Wayans / Shawn Wayans
  - The Wicker Man - Warner Bros. - Nicolas Cage / Randall Emmett / Norm Golightly / Avi Lerner / Joanne Sellar

- 2007: I Know Who Killed Me - TriStar - David Grace / Frank Mancuso, Jr.
  - Bratz: The Movie - Lions Gate - Avi Arad / Isaac Larian / Steven Paul
  - Daddy Day Camp - TriStar / Revolution - Matt Berenson / John Davis / Wyck Godfrey
  - I Now Pronounce You Chuck and Larry - Universal - Adam Sandler / Tom Shadyac
  - Norbit - DreamWorks - John Davis / Eddie Murphy / Michael Tollin

- 2008: The Love Guru - Paramount - Gary Barber / Michael DeLuca / Mike Myers
  - Disaster Movie - Lions Gate and Meet The Spartans - 20th Century Fox - Jason Friedberg / Peter Safran / Aaron Seltzer
  - The Happening - 20th Century Fox - Barry Mendel / Sam Mercer / M. Night Shyamalan
  - The Hottie & The Nottie - Regent Releasing / Purple Pictures - Hadeel Reda
  - In the Name of the King: A Dungeon Siege Tale - Boll KG / Brightlight Pictures - Uwe Boll / Dan Clarke / Wolfgang Herrold / Shawn Williamson

- 2009: Transformers: Revenge of the Fallen - Paramount / DreamWorks / Hasbro - Lorenzo di Bonaventura / Ian Bryce / Tom DeSanto / Don Murphy
  - All About Steve - 20th Century Fox - Sandra Bullock / Mary McLaglen
  - G.I. Joe: The Rise of Cobra - Paramount / Hasbro - Lorenzo di Bonaventura / Bob Ducsay / Brian Goldner
  - Land of the Lost - Universal - Sid and Marty Krofft / Jimmy Miller
  - Old Dogs - Disney - Peter Abrams / Robert Levy / Andrew Panay

### Anii 2010
- 2010: The Last Airbender - Paramount / Nickelodeon - Frank Marshall / Kathleen Kennedy / Sam Mercer / M. Night Shyamalan
  - The Bounty Hunter - Columbia - Neal H. Moritz
  - Sex and the City 2 - New Line Cinema / HBO / Village Roadshow - Michael Patrick King / John Melfi / Sarah Jessica Parker / Darren Star
  - The Twilight Saga: Eclipse - Summit Entertainment - Wyck Godfrey / Karen Rosenfelt
  - Vampires Suck - 20th Century Fox - Jason Friedberg / Peter Safran / Aaron Seltzer

- 2011 Jack and Jill - Columbia - Todd Garner / Jack Giarraputo / Adam Sandler
  - Bucky Larson: Born to Be a Star - Columbia - Barry Bernardi / Allen Covert / David Dorfman / Jack Giarraputo
  - New Year's Eve - Warner Bros. / New Line Cinema - Mike Karz / Garry Marshall / Wayne Allan Rice
  - Transformers: Dark of the Moon - Paramount - Lorenzo di Bonaventura / Ian Bryce / Tom DeSanto / Don Murphy
  - The Twilight Saga: Breaking Dawn Part 1 - Summit Entertainment - Wyck Godfrey / Stephenie Meyer / Karen Rosenfelt

- 2012: The Twilight Saga: Breaking Dawn – Part 2—Summit Entertainment—Wyck Godfrey, Stephenie Meyer, Karen Rosenfelt
  - Battleship—Universal—Sarah Aubrey, Peter Berg, Brian Goldner, Duncan Henderson, Bennett Schneir, Scott Stuber
  - The Oogieloves in the Big Balloon Adventure—Lionsgate Films, Romar Entertainment, Kenn Viselman Presents—Gayle Dickie, Kenn Viselman
  - That's My Boy—Columbia—Allen Covert, Jack Giarraputo, Heather Parry, Adam Sandler
  - A Thousand Words—Paramount, DreamWorks—Nicolas Cage, Alain Chabat, Stephanie Danan, Norman Golightly, Brian Robbins, Sharla Sumpter Bridgett

- 2013: Movie 43—Relativity Media-Peter Farrelly, Ryan Kavanaugh, John Penotti, Charles B. Wessler
  - After Earth—Columbia—James Lassiter, Caleeb Pinkett, Jada Pinkett Smith, M. Night Shyamalan, Will Smith, Jaden Smith
  - Grown Ups 2—Columbia—Jack Giarraputo, Adam Sandler
  - The Lone Ranger—Disney—Jerry Bruckheimer, Gore Verbinski
  - A Madea Christmas—Lionsgate—Ozzie Areu, Matt Moore, Tyler Perry

- 2014: Saving Christmas—Samuel Goldwyn—Darren Doane, Raphi Henley, Amanda Rosser, David Shannon
  - Left Behind—Freestyle, eOne—Michael Walker, Paul LaLonde
  - The Legend of Hercules—Summit Entertainment—Boaz Davidson, Renny Harlin, Danny Lerner, Les Weldon
  - Teenage Mutant Ninja Turtles—Paramount, Nickelodeon, Platinum Dunes—Michael Bay, Ian Bryce, Andrew Form, Bradley Fuller, Scott Mednick, Galen Walker
  - Transformers: Age of Extinction—Paramount—Ian Bryce, Tom DeSanto, Lorenzo di Bonaventura, Don Murphy

- 2015 (împărțit): Fantastic Four—20th Century Fox—Simon Kinberg, Matthew Vaughn, Hutch Parker, Robert Kulzer, Gregory Goodman
Fifty Shades of Grey—Universal, Focus Features—Michael De Luca, Dana Brunetti, E. L. James
  - Jupiter Ascending—Warner Bros.—Grant Hill, The Wachowskis
  - Paul Blart: Mall Cop 2—Columbia—Todd Garner, Kevin James, Adam Sandler
  - Pixels—Columbia—Adam Sandler, Chris Columbus, Mark Radcliffe, Allen Covert

- 2016:  Hillary's America: The Secret History of the Democratic Party—Quality Flix—Gerald R. Molen[1]
  - Batman v Superman: Dawn of Justice—Warner Bros.—Charles Roven, Deborah Snyder
  - Dirty Grandpa—Lionsgate—Bill Block, Michael Simkin, Jason Barrett, Barry Josephson
  - Gods of Egypt—Summit Entertainment—Basil Iwanyk, Alex Proyas
  - Independence Day: Resurgence—20th Century Fox—Dean Devlin, Harald Kloser, Roland Emmerich
  - Zoolander 2—Paramount Pictures—Stuart Cornfeld, Scott Rudin, Ben Stiller, Clayton Townsend

- 2017: The Emoji Movie—Columbia Pictures—Michelle Raimo Kouyate[2]
  - Baywatch—Paramount Pictures—Ivan Reitman, Michael Berk, Douglas Schwartz, Gregory J. Bonann, Beau Flynn
  - Fifty Shades Darker—Universal Pictures—Michael De Luca, E. L. James, Dana Brunetti, Marcus Viscidi
  - The Mummy—Universal Pictures—Alex Kurtzman, Chris Morgan, Sean Daniel, Sarah Bradshaw
  - Transformers: The Last Knight—Paramount Pictures—Don Murphy, Tom DeSanto, Lorenzo di Bonaventura, Ian Bryce

- 2018: Holmes & Watson—Columbia Pictures—Will Ferrell, Adam McKay, Jimmy Miller, Clayton Townsend[3]
  - Gotti—Vertical Entertainment—Randall Emmett, Marc Fiore, Michael Froch, George Furla
  - The Happytime Murders—STX Entertainment—Ben Falcone, Jeffrey Hayes, Brian Henson, Melissa McCarthy
  - Robin Hood—Summit Entertainment—Jennifer Davisson, Leonardo DiCaprio
  - Winchester—Lionsgate—Tim McGahan, Brett Tomberlin

- 2019: Cats—Universal Pictures—Debra Hayward, Tim Bevan, Eric Fellner, Tom Hooper[4]
  - The Fanatic—Quiver Distribution—Bill Kenwright
  - The Haunting of Sharon Tate—Saban Films—Lucas Jarach, Daniel Farrands, Eric Brenner
  - A Madea Family Funeral—Lionsgate—Ozzie Areu, Will Areu, Mark E. Swinton
  - Rambo: Last Blood—Lionsgate—Avi Lerner, Kevin King Templeton, Yariv Lerner, Les Weldon

### Anii 2020
- 2020: Absolute Proof — One America News Network — Mary Fanning, Brannon Howse, Mike Lindell[5]
  - 365 Days — Ekipa — Maciej Kawulski, Ewa Lewandowska, Tomasz Mandes
  - Dolittle — Universal Pictures — Susan Downey, Jeff Kirschenbaum, Joe Roth
  - Fantasy Island — Columbia Pictures — Jason Blum, Marc Toberoff, Jeff Wadlow
  - Music — Vertical Entertainment, Landay Entertainment — Vincent Landy, Sia

- 2021: Diana the Musical — Netflix — David Bryan, Joe DiPietro, Frank Marshall[6]
  - Infinite  — Paramount+, Paramount Pictures — Lorenzo di Bonaventura, Mark Huffam, Stephen Levinson, Mark Vahradian, Mark Wahlberg, John Zaozirny
  - Karen  — Quiver Distribution — Mary Aloe, Sevier Crespo, "Coke" Daniels, Cory Hardrict, Taryn Manning
  - Space Jam: A New Legacy  — Warner Bros. Pictures — Maverick Carter, Ryan Coogler, Duncan Henderson, LeBron James
  - The Woman in the Window  — Netflix, 20th Century Studios  — Eli Bush, Anthony Katagas, Scott Rudin

- 2022: Blonde — Netflix — Dede Gardner, Jeremy Kleiner, Brad Pitt[7]
  - Disney's Pinocchio — Disney+, Walt Disney Pictures — Derek Hogue, Andrew Milano, Chris Weitz, Robert Zemeckis
  - Good Mourning — Open Road Films — Chris Long, Machine Gun Kelly, Jib Polhemus, Mod Sun
  - The King's Daughter — Gravitas Ventures — David Brookwell, Paul Currie, Wei Han, James Pang Hong, Sean McNamara
  - Morbius — Columbia Pictures — Avi Arad, Lucas Foster, Matt Tolmach

- 2023: Winnie-the-Pooh: Blood and Honey — Altitude Film Distribution, Jagged Edge Productions — Scott Jeffrey, Rhys Frake-Waterfield
  - The Exorcist: Believer — Universal Pictures — Jason Blum, David C. Robinson, James G. Robinson[8]
  - The Expendables 4 — Lionsgate Films — Kevin King-Templeton, Les Weldon, Yariv Lerner, Jason Statham
  - Meg 2: The Trench — Warner Bros. Pictures — Lorenzo di Bonaventura, Belle Avery
  - Shazam! Fury of the Gods — New Line Cinema, Warner Bros. Pictures — Peter Safran

- 2024: Madame Web — Columbia / Sony Pictures Releasing — Lorenzo di Bonaventura
  - Borderlands — Lionsgate – Ari Arad, Avi Arad și Erik Feig
  - Joker: Folie à Deux — Warner Bros. – Joseph Garner, Emma Tillinger Koskoff și Todd Phillips
  - Megalopolis — Lionsgate – Michael Bederman, Francis Ford Coppola, Barry Hirsch și Fred Roos
  - Reagan — ShowBiz Direct – Mark Joseph

## Legături externe
- Golden Raspberry official website
- Razzie Awards page on the Internet Movie Database